# Anacamptodes
Anacamptodes es un género de polilla de la familia Geometridae. Existen alrededor de 40 especies dentro del género, aunque varias han sido reasignadas al género Iridopsis. Hoy en día es considerada sinónimo de Iridopsis.

## Especies
- Anacamptodes angulata Rindge, 1966
- Anacamptodes cerasta Rindge, 1966
- Anacamptodes clivinaria Guenée, 1858
- Anacamptodes cypressaria Grossbeck, 1917
- Anacamptodes dataria Grote, 1882
- Anacamptodes defectaria Guenée, 1857 (sinónimo: Anacamptodes albigenaria Walker, 1860)
- Anacamptodes emida Schaus
- Anacamptodes encarsia Rindge, 1966
- Anacamptodes ephyraria Walker, 1860
- Anacamptodes expressaria Walker, 1862
- Anacamptodes fragilaria Grossbeck, 1909
- Anacamptodes fragillaria Barnes & McDunnough, 1912
- Anacamptodes gemella Rindge, 1966
- Anacamptodes herse Schaus, 1912
- Anacamptodes humaria Packard, 1876
- Anacamptodes illaudata Walker, 1860
- Anacamptodes illaudatum Dyar, 1902
- Anacamptodes impia Rindge, 1966
- Anacamptodes intractaria Walker, 1860
- Anacamptodes intraria Guenée, 1857
- Anacamptodes jacumbaria Dyar, 1908
- Anacamptodes larvaria Saunders, 1874
- Anacamptodes lurida Schaus, 1918
- Anacamptodes monticola Rindge, 1966
- Anacamptodes obliquaria Grote, 1883
- Anacamptodes pallida Rindge, 1966
- Anacamptodes perfectaria McDunnough, 1940
- Anacamptodes pergracilis Hulst, 1900
- Anacamptodes profanata Barnes & McDunnough, 1916
- Anacamptodes providentia Rindge, 1966
- Anacamptodes pseudoherse Rindge, 1966
- Anacamptodes rufaria Grote, 1883
- Anacamptodes sancta Rindge, 1966
- Anacamptodes sanctissima Barnes & McDunnough, 1916
- Anacamptodes takenaria Pearsall, 1909
- Anacamptodes tethe Rindge, 1966
- Anacamptodes triplicia Rindge, 1966
- Anacamptodes vellivolata Hulst, 1887

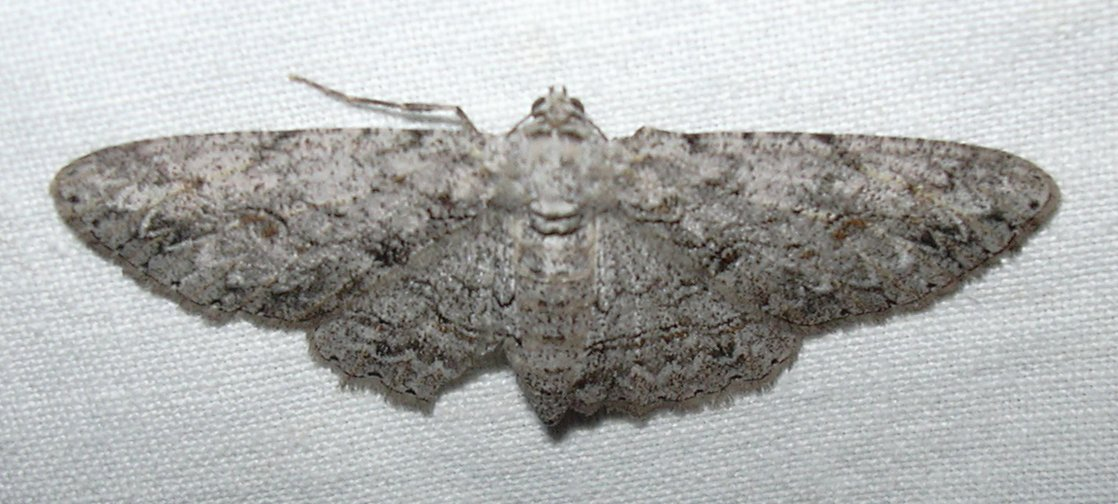
A. fragilaria